# Steel Taipan
Steel Taipan in Dreamworld (Coomera, Queensland, Australien) ist eine Stahlachterbahn vom Modell Launch Coaster des Herstellers Mack Rides, die am 14. Dezember 2021 eröffnet wurde. Der Name Taipan bezieht sich auf die gleichnamige Schlange.
Die Strecke entspricht weitgehend der von Blue Fire im Europa-Park. Im Gegensatz zum Original verfügt die Strecke zwischen Station und Abschussstrecke über eine Weiche. Sobald sich der Zug auf der Beschleunigungsstrecke befindet, wird die Weiche bewegt. Der Zug wird beschleunigt, erreicht allerdings danach nicht den höchsten Punkt der Strecke und rollt wieder rückwärts zurück. Auf der Beschleunigungsstrecke wird der Zug nun rückwärts beschleunigt, überfährt die Weiche und erklimmt einen Spike. Diesen fährt er nur wieder vorwärts hinab, wird weiter beschleunigt und durchfährt nun den Rest der Strecke. Diese verfügt über vier Inversionen, womit sie zugleich die Achterbahn mit den meisten Inversionen in Australien ist: einen Looping, eine Twisted Horseshoe-Roll, welche aus zwei Inversionen besteht, und ein Inline-Twist.
Der letzte Wagen von einem der beiden Züge ist frei rotierend montiert, womit die Fahrgäste zusätzlich zur normalen Fahrt das Erlebnis eines Spinning Coasters haben.